# Stefan Seidler
Stefan Seidler (ur. 18 grudnia 1979 we Flensburgu) – niemiecki polityk, działacz Związku Wyborców Południowego Szlezwiku (SSW), deputowany do Bundestagu (od 2021).

## Życiorys
Ukończył duńskie gimnazjum we Flensburgu (Duborg Skolen), a następnie odbył służbę cywilną w duńskim związku kulturalnym w Szlezwiku Południowym. Uzyskał tytuł magistra nauk politycznych i administracji na Uniwersytecie w Aarhus w Danii.
W 2007 roku rozpoczął pracę jako menedżer programów unijnych w ramach niemiecko-duńskiego programu „INTERREG”. Następnie pracował jako doradca ds. współpracy transgranicznej w administracji regionalnej Południowej Danii. W latach 2014–2021 pełnił funkcję koordynatora rządu krajowego Szlezwika-Holsztynu ds. współpracy z Danią w Ministerstwie Sprawiedliwości i Europy tego landu.
W 2021 roku uzyskał mandat posła do Bundestagu. W przedterminowych wyborach w 2025 roku ponownie został wybrany na deputowanego.